# Heroes of Newerth
Heroes of Newerth — комп'ютерна багатокористувацька командна гра в жанрі MOBA, розроблена S2 Games і видана Garena. Реалізація популярної карти DotA для Warcraft III, розроблена для трьох операційних систем: Windows, Linux і Mac OS.

## Особливості гри
- Стабільні оновлення гри розширюють можливості й роблять геймплей більш різноманітним. Додаються нові герої або повністю нові карти для битв.
- Добре збалансована система, де люди можуть здійснювати додаткові покупки за реальні гроші, але рівновага сил при цьому не порушується. Кожен гравець має рівні шанси на перемогу.
- Реалізована якісна система захисту від користувачів, хто покидає гру безпосередньо під час битви. При випадковому збої з'єднання є функція повторного підключення до теперішньої гри.
- Внесена функція голосового спілкування з людьми в одній команді. Це дозволяє зробити процес битви цікавішим і злагодженим.

## Ігровий процес
Ігровий процес гри схожий на DotA (більшість героїв і предметів спочатку являли собою точну копію). На цей час, після безлічі оновлень, з'явилися десятки зовсім інших героїв і предметів, придуманих власне розробниками HoN, а багато старих сильно змінилися в порівнянні зі своїми DotA-аналогами.
Кожен гравець у HoN (максимум 10 гравців 5 на 5) керує одним персонажем і основна увага приділяється управлінню і розвитку цього персонажа, а ігровий процес заснований на командній взаємодії (тімплей, від англ. Teamplay), тобто один гравець навряд чи зможе самостійно привести до перемоги всю команду. Командна гра, правильний підбір героїв і артефактів дуже важливі в HoN, і це додає грі цікавості. На цей час в HoN 129 унікальних героїв. При цьому продовжується розробка нових героїв і балансування вже наявних.

## Мапа
Основна карта в HoN являє собою велику локацію з лісами, горами (чи подобою їх), річкою, що перетинає карту з північного заходу на південний схід, і з основними дорогами, якими пересуваються війська, керовані комп'ютером. У лівому нижньому куті карти (південний захід) знаходиться табір «світла» («Легіон», англ. «The Legion»), у правому верхньому (північний схід) — табір «пітьми» («Пекло», англ. «The Hellbourne »). Обидві бази захищені вежами, які стоять на кожній з трьох основних доріг до бази. У центрі кожної бази розташовується головна будівля — «World Tree» у Legion і «Sacrificial Shrine» у Hellbourne. Програє та команда, яка втратила головну будівлю або здалася.
З кожною із баз кожні 30 секунд по трьох проходах (верх, центр і низ) йдуть керовані комп'ютером солдати — «кріпи» (англ. Creeps). Кріпи стають сильнішими на тій лінії, де були зруйновані ворожі бараки, які виробляють цих кріпів (Ranged Barracks і Melee Barracks). Ще один тип юнітів, які беруть участь у грі, — нейтральні кріпи (англ. Neutral Creeps). Ці юніти періодично (кожні 60 секунд) з'являються в лісі на кожній стороні мапи в суворо визначених місцях (таборах). Нейтральні крупи контролюються комп'ютером і не належать ні до однієї сторони. Нейтральні кріпи бувають як дуже слабкими, так і досить сильними, і за перемогу над ними герой отримує різну кількість золота і досвіду.
Варто відзначити окремо найсильнішого нейтрального кріпа в грі — Kongor. У його вбивстві, як правило, бере участь вся команда (хоча є можливість вбити його і поодинці, залежить від предметів, рівня і здібностей персонажа). При смерті з Kongor'а випадає Token of Life, що дає персонажу, що підібрав його, миттєве воскресіння при смерті. Якщо Token of Life, не використаний для воскресіння, буде знаходитися в інвентарі персонажа 7 хвилин, після чого автоматично зникає, час «респауна» (англ. Respawn) Kongor'а 10 хвилин. При третьому (і більше) за гру вбивстві Kongor'а крім Token of Life з нього випадають Bananas, що дають можливість підібравшому їх персонажу миттєво заповнити очки життя (hp).

### Герої
Під контролем гравця знаходиться тільки один герой (і, можливо, невелика кількість викликаних істот). Герої мають унікальний набір здібностей (головна здатність, що відкривається після 6 рівня, називається Ultimate, гравцями часто використовується скорочення «Ульта») і певна тактична перевага над іншими героями. На початку гри кожен гравець обирає собі героя. Вони розділені на класи — Agility (спритність), Intelligence (інтелект), Strength (сила) — і незалежно від цих класів на типи: Support (підтримка), Carry (від англійського «нести», йдеться про те, що герой, який «тягне» за собою команду, сила якого дуже зростає в тривалих іграх, б'є відносно «з руки»); Tank (танк, йдеться про тип героя, в основному з великою кількістю здоров'я, ніж інші типи, що приймає «удар» на себе, створюючи для команди момент для знищення противника), Ganger (нападає на лінії, чим допомагає іншим убити ворогів) і т. д.
При озвучуванні героїв було використано безліч цитат з відомих фільмів:
- Pyromancer (alt avatar) «I like the smell of napalm in the morning» Apocalypse Now
- Pyromancer «U shall not pass» LOTR
- Glacius «Is it cold in here or is it just me» Demolition man
- The Gladiator «Shadows and dust» Gladiator

### Ігрові режими
Вибір героя залежить від режиму (сленг. Мод, від англ. Mode — режим), обраного хостом гри. У версії 1.0.16 HoN є 6 основних режимів:
- нормальний (англ. normal mode), в якому гравці можуть вільно і в будь-якому порядку вибирати героя;
- випадковий (англ. random mode), коли гравці отримують випадкового героя;
- одиночний призов (англ. single draft), де гравці отримують трьох випадкових героїв на вибір, по одному кожного класу;
- блокуючий вибір (англ. lock pick), новий офіційний турнірний мод, де кожен гравець закриває по 1 герою і їх не можливо буде обрати
- блокуючий відбір (англ. banning pick), аналогічний випадковому призовом, але з вибором з усіх героїв і можливістю для капітанів заблокувати по три героя супротивника.
- закритий відбір (англ. lock pick), новий режим, введений в липні 2012 року. Капітани закривають по 3 герої, яких згодом буде необхідно взяти двом останнім гравцям.
- ще один вид відбору, shuflle pick, з'явився спеціально для карти Rift Wars восени 2013 року.

На додаток до ігрових режимів існують ігрові модифікуючі опції. Наприклад, duplicate heroes дозволяє вибирати кілька разів одного і того ж героя.
Так само з'явився новий пік-shuflle pick спеціально для карти rift wars

### Внутрішньоігрова валюта
З виходом версії HoN 2.0 у гру ввели валюту, яка виходить за допомогою перемог (або поразок) в рейтингових матчах або ж покупкою за справжні гроші через кредитні картки або подібні способи. За внутрішньоігрові гроші можна купити додаткові аватари, зміну ніка та альтернативні озвучення, а також прапори та іконки. З виходом версії HoN 2.0.14 внутрішньоігрову валюту розділили на Premium і звичайну, перший можна купити тільки за реальні гроші, а другу все так само можна отримати за допомогою поразок чи перемог, а також за виконання дейліків (від англ. Daily — щоденний) — щоденних завдань, виконавши які, крім срібла, можна отримати скриню з альт. аватаром персонажа. В останній скрині видається супер приз — Рідкісний аватар / Диктор / Таунт.

## Анонс і розробка
У липні 2008 вебсайт з логотипом «Heroes of Newerth» і логотипом «S2 Games» був виявлений учасником форуму Savage 2: A Tortured Soul. Марк «Maliken» ДеФорест та інші співробітники неформально оголосили, що розробляють нову гру, не Savage 3, і повідомлять подробиці тільки по завершенні продукту. Пізніше було підтверджено, що гра є рімейком карти Defense of the Ancients для Warcraft III у вигляді окремої гри, зі значними графічними поліпшеннями, а також доопрацюванням технічної частини. Розпочалося закрите тестування гри.
22 серпня 2009 року стала доступною можливість попереднього замовлення гри. 19 лютого, завдяки частому шахрайству, була закрита можливість покупки попередніх замовлень гри на англійському сайті за допомогою кредиток на території СНД.
2 вересня була відкрита публічна версія офіційного сайту, у зв'язку з чим було скасовано угоду про нерозголошення інформації закритого тестування.
1 квітня 2010 почалося відкрите тестування гри. Тепер кожен охочий може зареєструвати свій обліковий запис.
12 травня 2010 закінчилося бета-тестування. Відбувся реліз гри.
13 грудня 2010 вийшла нова версія гри «Heroes of Newerth 2.0».
29 липня 2011 Heroes of Newerth перейшла на систему Free-to-play.
1 лютого 2013 вийшла версія HoN 3.0.
7 травня 2015 вийшов патч 3.7 на п'ятиріччя HoN'а.
У 2014 році компанія Garena викупила розробників гри з «S2 Games» і утворила «Frostburn studios» 

## Сюжет
Дія гри розгортається після подій війни Легіону і Звірячої Орди (події Savage: The Battle For Newerth, Savage 2: A Tortured Soul). Легіон (Legion) і Орда (Beast Horde) об'єдналися для битви з породженнями пекла (Hellbourne). Кожна сторона представлена групою героїв, які перекочували з ігор серії Savage, так і нових.